# Asteropus simplex
Asteropus simplex är en svampdjursart som först beskrevs av Carter 1879.  Asteropus simplex ingår i släktet Asteropus och familjen Ancorinidae. Inga underarter finns listade i Catalogue of Life.